# Ряд Ярослава
Ряд Ярослава 1054 — своєрідний заповіт Ярослава Мудрого своїм синам. Вписаний до "Повісті временних літ" і Новгородського першого літопису молодшого ізводу (Комісійний список). Потрапив у розширеному вигляді до низки пізніх (16—17 ст.) літописів. Найбільше заслуговує на довір'я текст із "Повісті временних літ". Р.Я. складається із двох частин: вступу, де йдеться про засади взаємин між синами Ярослава, та розповіді про розподіл його земель між нащадками. Вступ, в якому старий князь закликає спадкоємців до братньої любові та наголошує на міцності родинних зв’язків, не є оригінальним текстом, а має суто літературне походження. Тут використано високі літературні зразки, зокрема запозичення з візантійського джерела — 28-го запитання Анастасія Синаїта. Друга частина Р.Я. починається словами: "Се же поручаю в собе место стол старейшему сыну моему и брату вашему Изяславу Кыев…" (див. також Ізяслав Ярославич). Другий син Святослав Ярославич одержав Чернігів, третій Всеволод Ярославич — Переяславль (нині м. Переяслав), четвертий Ігор Ярославич — Володимир (нині м. Володимир-Волинський), п'ятий В'ячеслав Ярославич — Смоленськ (нині місто в РФ). Ярослав Мудрий заборонив синам зазіхати на володіння один одного. Однак проголошення Р.Я. не означало розділення Давньоруської держави між нащадками, як думали в 19 — на поч. 20 ст. Старший син Ізяслав Ярославич одержав згідно з Р.Я. той самий обсяг влади, що й батько: йому дістався Київ із великокнязівським доменом. Але Ізяслав Ярославич не мав авторитету й сили Ярослава Мудрого. Йому довелося піти на компроміс із братами, унаслідок чого на Русі встановився тріумвірат трьох старших Ярославичів.